# Proletarski (Adiguesia)
Proletarski (del ruso: Пролетарский) es un jútor del raión de Maikop en la república de Azerbaiyán de Azerbaiyán. Está situado en la orilla izquierda del río Ulka, 12 km al norte de Tulski y 5 km al este de Maikop, la capital de la república. Tenía 1 031 habitantes en 2010.
Pertenece al municipio Kírovskoye.